# Ferenc Krausz
Ferenc Krausz (Mór, 17 mei 1962) is een Hongaars-Oostenrijkse natuurkundige die werkzaam is in de attofysica. Hij is directeur van het Max Planck Instituut voor Kwantumoptica en hoogleraar experimentele natuurkunde aan de Ludwig Maximilians-Universiteit van München. Zijn onderzoeksteam heeft de eerste attoseconde lichtpuls gegenereerd en gemeten. Deze werd gebruikt om de beweging van elektronen in atomen vast te leggen. In 2023 ontving hij hiervoor, samen met Pierre Agostini en Anne L'Huillier, de Nobelprijs voor Natuurkunde.

## Biografie
Krausz studeerde van 1981 tot 1985 zowel theoretische natuurkunde aan de Loránd Eötvös-universiteit als elektrotechniek aan de Technische Universiteit Boedapest. Van 1987 tot 1991 studeerde hij aan de Technische Universiteit Wenen, alwaar hij promoveerde in de laserfysica en in 1993 ook zijn habilitatie voltooide.
Van 1996 tot 1998 was Krausz universitair hoofddocent en van 1999 tot 2004 gewoon hoogleraar elektrotechniek aan de TU Wenen. In 2003 werd hij benoemd tot hoofd van het Max Planck Instituut voor Kwantumoptica in Garching en het jaar erop ook hoogleraar aan de Ludwig Maximilians-Universiteit (LMU). In 2006 was hij medeoprichter van het Munich-Centre for Advanced Photonics (MAP) en werd een van de directeuren ervan.

## Werk
Krausz en zijn onderzoeksteam waren de eersten die in 2001 erin slaagde om experimenteel een lichtpuls te meten die minder dan een femtoseconde (10-15 s) duurt, namelijk 650 attoseconde. Deze extreem kort durende lichtpulsen werden vervolgens door zijn onderzoeksteam gebruikt om de interne atomaire beweging van elektronen in materie waarneembaar te maken. De volgende stap werd korte tijd later gezet door natuurkundigen die samenwerkten met Theodor Hänsch van het Max Planck Instituut voor Kwantumoptica: de gecontroleerde productie van identieke pulsen van 250 attoseconden in het zachte röntgengebied.
In de daaropvolgende jaren gebruikten de groep van Krausz en anderen de attoseconde-techniek om een reeks baanbrekende wetenschappelijke experimenten uit te voeren. Zo konden ze in realtime een aantal fundamentele elektronenprocessen observeren, zoals kwantumtunneling, ladingtransport, coherente EUV-emissie, vertraagd foto-elektrisch effect, valentie-elektronbeweging en de controle van de optische en elektrische eigenschappen van diëlektrica. Al snel daarna werden de technieken niet alleen toegepast op individuele atomen, maar ook op moleculen en zelfs op vaste stoffen en vloeistoffen.